# منتخب التشيك لكرة اليد للسيدات
منتخب التشيك لكرة اليد للسيدات هو الممثل الرسمي لدولة التشيك في رياضة كرة اليد. شارك في بطولة العالم لكرة اليد للسيدات 5 مرات وكانت المشاركة الأولى في سنة 1995، كان أفضل مركز له فيها هو الثالث عشر. شارك في بطولة أوروبا لكرة اليد للسيدات 5 مرات وكانت المشاركة الأولى في سنة 1994، كان أفضل مركز له فيها هو الثامن.